# Salladasburg
Salladasburg es un borough ubicado en el condado de Lycoming en el estado estadounidense de Pensilvania. En el año 2000 tenía una población de 260 habitantes y una densidad poblacional de 128.7 personas por km².

## Geografía
Salladasburg se encuentra ubicado en las coordenadas 41°16′40″N 76°13′33″O / 41.27778, -76.22583

## Demografía
Según la Oficina del Censo en 2000 los ingresos medios por hogar en la localidad eran de $30,000 y los ingresos medios por familia eran $32,500. Los hombres tenían unos ingresos medios de $26,458 frente a los $28,125 para las mujeres. La renta per cápita para la localidad era de $16,122. Alrededor del 14.9% de la población estaba por debajo del umbral de pobreza.